# Капитал (альбом)
Капитал — восьмой студийный альбом белорусской группы Ляпис Трубецкой, который был выпущен в конце апреля 2007 года. Заглавный сингл альбома вывел группу «Ляпис Трубецкой» на новую волну популярности. Альбом стал первым в трилогии «Агитпоп», темой песен альбома стала политическая сатира и, фактически, это первый альбом группы с политической направленностью.

## История альбома
История работы над альбомом «Капитал» началась весной 2005 года. Именно тогда Сергей Михалок написал две новые композиции «Андрюша» и «Харэ», которые вскоре были представлены публике на фестивалях «Нашествие» в Казахстане и Эммаусе. Уже в конце осени 2005 года «Ляписы» приступили к студийной работе. Были записаны композиции «Харэ», «Андрюша» и «Роза чайная» (кавер-версия на композицию Ф. Киркорова и М. Распутиной в ска-обработке), а также несколько безымянных инструменталов. В декабре 2005 года была записана пробная версия композиции «Товарищ» дуэтом с молдавским коллективом «Zdob Si Zdub». В январе 2006 года группу «Ляпис Трубецкой» покинул бас-гитарист Владимир «Ёлкин» Эглитис, а на его место вернулся один из отцов-основателей минского коллектива Дмитрий Свиридович.
Треки «Харэ» и «Андрюша» были переписаны заново, а уже летом 2006 года в студии были сделаны первые записи песен «Собаки», «Керчь-2», «Котик» и «Евпатория» (ремейк). Осенью 2006 года «Ляписы» приступили к чистовой записи композиций будущего альбома. Ответственным за звучание пластинки выступил опытный киевский саунд-продюсер Виталий Телезин, работавший в своё время с группой «Океан Ельзи». К концу 2006 года пластинка была практически полностью готова, но коллектив вновь покинул Дмитрий Свиридович. Теперь его место занял молодой бас-гитарист, экс-участник группы «BeZ bileta» Денис Стурченко. Уже к февралю 2007 года альбом был полностью готов, а в конце апреля 2007 года диск появился на прилавках музыкальных магазинов.

## Издание
Альбом выходил в двух вариантах:
- подарочный (с 12-страничным буклетом, слипкейсом, бонус-треком «Евпатория» и двумя бонус-видео («Капитал» и «Харэ»);
- бюджетный (с 4-страничным буклетом, упрощённым оформлением инлея и диска, без бонус-трека «Евпатория» и с одним бонус-видео («Капитал»).

В версию для сборника Парад-Алле в качестве бонусов добавлены ремиксы на «Капитал» от Noize MC и Игоря Вдовина.
В апреле 2013 года альбом был издан на чёрной 140-граммовой виниловой пластинке с иллюстрированным внутренним конвертом. «Капитал» стал первым альбомом группы, изданным на виниле.

## Список композиций
Слова и музыка всех песен — Сергей Михалок.
| №   | Название                 | Длительность |
| --- | ------------------------ | ------------ |
| 1.  | «Золотая антилопа»       | 3:38         |
| 2.  | «Капитал»                | 3:16         |
| 3.  | «Гойко Митич»            | 3:37         |
| 4.  | «Керчь-2»                | 3:23         |
| 5.  | «Котик»                  | 1:53         |
| 6.  | «Андрюша»                | 3:51         |
| 7.  | «Рамонкі» (рус. Ромашки) | 3:04         |
| 8.  | «Собаки»                 | 3:01         |
| 9.  | «Огоньки»                | 2:56         |
| 10. | «Товарищ»                | 3:38         |
| 11. | «Харэ»                   | 2:45         |

| №   | Название    | Длительность |
| --- | ----------- | ------------ |
| 12. | «Евпатория» | 4:24         |

| №   | Название                           | Длительность |
| --- | ---------------------------------- | ------------ |
| 12. | «Капитал (Remix)» (feat. Noize MC) | 2:35         |
| 13. | «Капитал» (1915 Igor Vdovin mix)   | 2:28         |

## Участники записи
- Сергей Михалок — вокал, автор
- Павел Булатников — вокал
- Руслан Владыко — гитара
- Денис Стурченко — бас-гитара (треки 1-3, 7, 9)
- Дима Свиридович — бас-гитара (треки 4-6, 8, 10-12)
- Павел Кузюкович — труба
- Иван Галушко — тромбон
- Александр Сторожук — ударные, перкуссия

Над альбомом также работали:
- В. Телезин — продюсирование, сведение, мастеринг
- В. Ярун — сведение
- В. Щерица — труба (треки 8, 10, 11)

## Интересные факты
- Заглавная песня альбома была переработана бывшим солистом группы «Кар-мэн» Богданом Титомиром и была использована в качестве саундтрека к фильму 2011 года «ПираМММида».
- Также песня очень нравилась Егору Летову. Он признался, что целиком альбом ему слушать не довелось, однако за заглавную песню выразил создателям «большой респект»[3].
- Елена Фанайлова называла из неё любимой цитатой: "Мои ботинки лижут министры и вожди" - "прямо глобальная метафора"[4].